# Коллам
Коллам (англ. Kollam), или Квилон (англ. Quilon) — город в индийском штате Керала. Административный центр одноимённого округа. Четвёртый по количеству населения город Кералы.

## Этимология
Предположительно название города происходит от санскритского слова коллам, означающего перец.

## История
Коллам был процветающим портом в период династии Чера. Наряду с Паттанамом Коллам является одним из древнейшим портов, расположенных на малабарском берегу Индии. Коллам имел торговые связи ещё с Финикией и Древним Римом. Специи, жемчуг, алмазы и шёлк экспортировались в Египет и Рим. Жемчуг и алмазы экспортировались в государство Чера из Цейлона и с юго-восточного побережья Индии.
В VI веке на Малабарском берегу возникают первые христианские поселения. Коллам упомянут несторианским патриархом Иезаябусом, умершим в 660 году, в письме к Симону, митрополиту Персии. В 825 году Коллам по приглашению правителя города посетили несторианские монахи Мар Сабор (Або) и Мар Прот. Они участвовали в строительстве христианских церквей на Малабарском берегу.
Правители Коллама поддерживали тесные торговые связи с Китаем. В VII веке порт Коллама является главным перевалочным пунктом на пути китайских товаров в Персию. Объёмы торговли с Китаем снизились после 600 года, но вновь наросли к XIII веку.
В Колламе в 825 году был создан малаяламский календарь, или коллаваршам. Считается, что датой отсчёта современного малаяламского календаря является дата основания города.

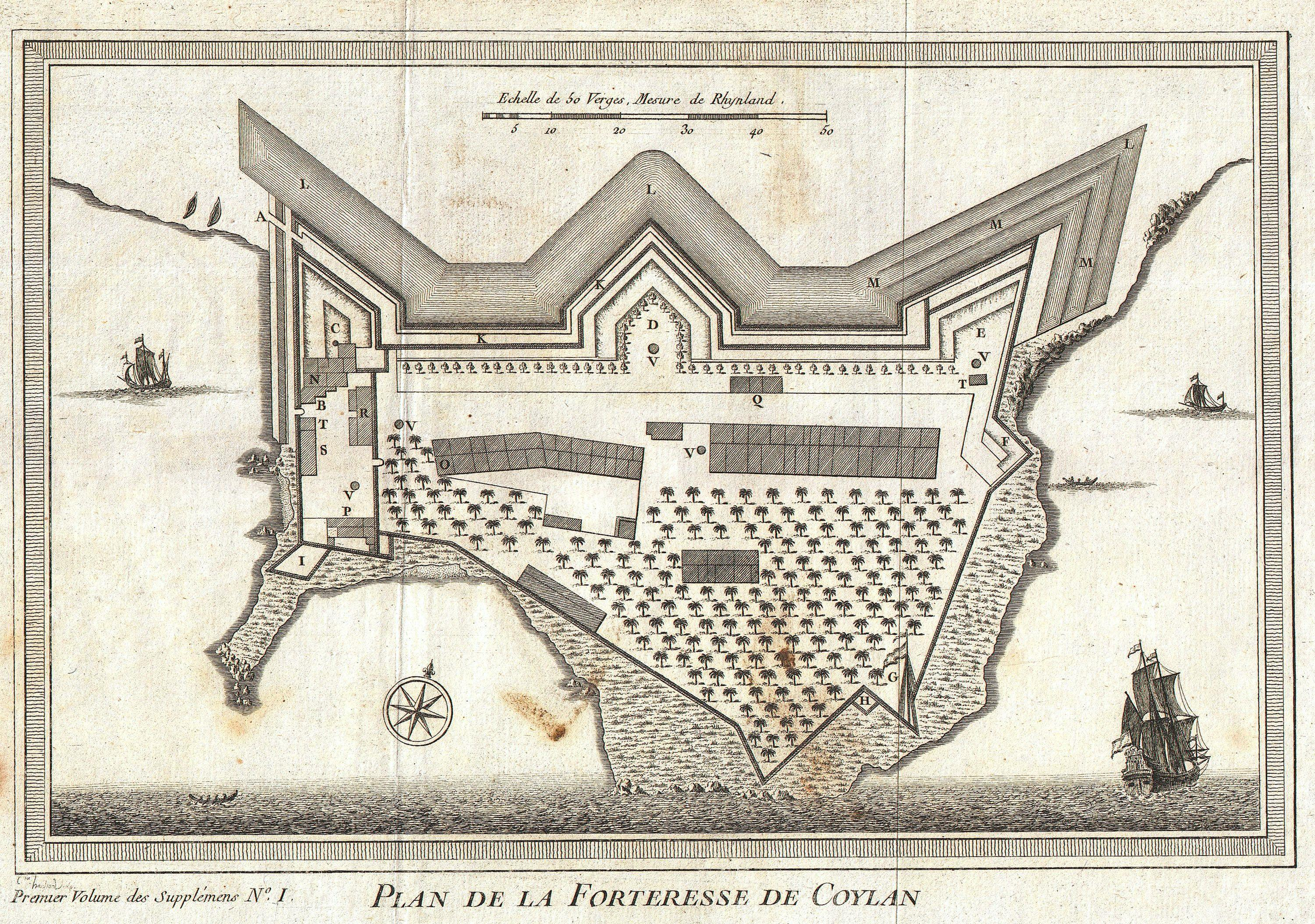
Форт Коллама в 1756 году

Первыми европейцами, обосновавшимися в 1502 году в Колламе, в Тхангассери — центре торговли перцем, стали португальцы. В 1517 году португальцы построили церковь святого Фомы, которая была разрушена в ходе войны с голландцами. В 1661 году контроль над городом перешёл к голландцам. Голландцы старый португальский форт в Тхангассери был перестроен. В XVIII веке Коллам был завоёван княжеством Траванкор, в 1795 году британцами.

## География
Расположен на берегах озера Аштамуди, в 71 км от столицы штата — города Тривандрама. Средняя высота над уровнем моря — 3 метра. 

## Население
По данным всеиндийской переписи 2001 года в городе проживало 361 441 человек, из которых мужчины составляли 49 %, женщины — соответственно 51 %. Уровень грамотности взрослого населения составлял 91,5 % (при общеиндийском показателе 59,5 %). 11 % населения было моложе 6 лет.
Индуисты-56%, Мусульмане-21%, Христиане-20%.

## Транспорт
Железнодорожная станция Коллам
Морской порт Коллам